# Kurtzia elenensis
Kurtzia elenensis é uma espécie de gastrópode do gênero Kurtzia, pertencente a família Mangeliidae.